# Koblina
Koblina neboli rokovina byla feudální povinnost přifařených a přiškolených osadníků řeckokatolické církve v Podkarpatské Rusi a na Slovensku odvádět farářům, kantorům a učitelům určitou dávku z vlastní roční sklizně. Koblina zpravidla spočívala v naturáliích, rokovina v úkonech. Udržela se až do roku 1920, kdy byla zrušena československým státem zákonem ze dne 14. dubna 1920 č. 290/1920 Sb. z. a n., „o zrušení kobliny a rokoviny a jiných povinností v Podkarpatské Rusi a na Slovensku“. 